# Мері Дірборн
Мері Дірборн (англ. Mary V. Dearborn) — американська біографиня, авторка низки книг, остання з яких про Пеггі Гуггенхайм. Окрім того написала життєписи Нормана Мейлера, Генрі Міллера, Ернеста Гемінґвея та ін.

## Освіта
Дірборн має ступінь доктора філософії, який здобула у Колумбійському університеті в 1984 році. Також має диплом бакалавра з англійської мови та класичної літератури Університету Брауна. Свого часу була стипендіатом гуманітарних наук.

## Біографія
Мері Дірборн живе в Бакленді, штат Массачусетс. Її книга «Ernest Hemingway: A Biography» (укр. «Гемінґвей») опублікована видавництвом «Knopf» (травень 2017 року). Українською мовою перекладена та опублікована в 2018 році видавництвом «Наш Формат».
Перша повна біографія Ернеста Гемінґвея спирається на широкий спектр невикористаних раніше матеріалів, вперше написана жінкою. Відвертий погляд на життя та творчість видатного письменника, якого свого часу вважали найуспішнішим американським романістом та автором коротких оповідань.
Автор пише, що вона «не інвестує» у пропаганду особи Гемінґвея, а лише намагається дослідити «те, що сформував у світовій культурі цей надзвичайно складний чоловік та блискучий письменник». Дірборн підкреслює харизму гарного, атлетичного чоловіка, який, зауважив критик Едмунд Уілсон, мав «зловісну схожість з Кларком Гейблом». А також жорстокість, яка переслідує Ернеста ще в дитинстві, та переходить до параної у старості. Одночасно автор пропонує багато нової маловідомої інформації, зокрема щодо дружини Гемінґвея, друзів Ф. Скотта Фіцджеральда, Шервуда Андерсона, Роберта МакАлмона, Гертруди Стайн та Езри Паунд.

## Відгуки про книгу-біографію Гемінґвея
«Найбільш витончений портрет Гемінґвея тепер доступний», - «The Washington Post»
«Свіжий погляд… Надзвичайно безпристрасний, прохолодний.... Тут не тільки життя Гемінґвея, його репутація, а й модель всієї чоловічої половини американського суспільства», - USA Today
«Неординарний… Бездоганно досліджений… Прихильники Гемінґвея знайдуть щось цікаве майже на кожній сторінці», - Houston Chronicle

## Переклад українською
- Мері Дірборн. Гемінґвей / пер. Геннадій Шпак. — К.: Наш Формат, 2018. - с. 640. - ISBN 978-617-7552-69-6.